# Marcel Zylla
Marcel Noah Zylla (Monaco di Baviera, 14 gennaio 2000) è un calciatore tedesco naturalizzato polacco, centrocampista del Chojniczanka Chojnice.

## Caratteristiche tecniche
È un trequartista, ma può variare su tutto il fronte offensivo.

## Carriera

### Club
Ha giocato nella prima divisione polacca.

### Nazionale
Con la nazionale Under-20 polacca ha preso parte al campionato mondiale 2019.